# Chemical Communications
Chemical Communications es una revista científica, revisada por pares, que publica artículos de investigación en todas las áreas de las ciencias químicas. La periodicidad es semanal. Es publicada desde 1965 por la Royal Society of Chemistry.
En 2005 fue una de las ganadoras del Premio Ig Nobel de Biología, compartido con otras empresas y científicos del sector.
Según el Journal Citation Reports, el factor de impacto de esta revista era 6,834 en 2014, en 2021 es de 6,065. El actual presidente del Consejo Editorial es Douglas Stephan ( Universidad de Toronto , Canadá).

## Historia
La revista ha recibido diferentes nombres desde su fundación:
- Chemical Communications (London) (1965-1968)
- Journal of the Chemical Society D: Chemical Communications (1969-1971)
- Journal of the Chemical Society, Chemical Communications (1972-1995)

El nombre actual se mantiene desde 1996.

## Características
Contiene comunicaciones, o descripciones breves de trabajos nuevos que requieren una rápida publicación en alguna de las áreas de las ciencias químicas. También incluye artículos de fondo y revisiones.
La química biológica es un área en expansión de las ciencias químicas, y los artículos de esta área son parte importante del contenido de ChemComm. ChemComm ha sido seleccionada por la Biblioteca Nacional de Medicina de los Estados Unidos para su inclusión en MEDLINE, aumentando así su acceso y visibilidad para la comunidad biológica.
Su audiencia es amplia y en ella se incluyen los químicos académicos e industriales de todas las áreas de la química.

## Resúmenes e indexación
La revista tiene resúmenes e indexación en:
- Chemical Abstracts
- Science Citation Index
- Current Contents
- Scopus[3]
- Index Medicus/MEDLINE/PubMed[4]